# Fred (temperatura)

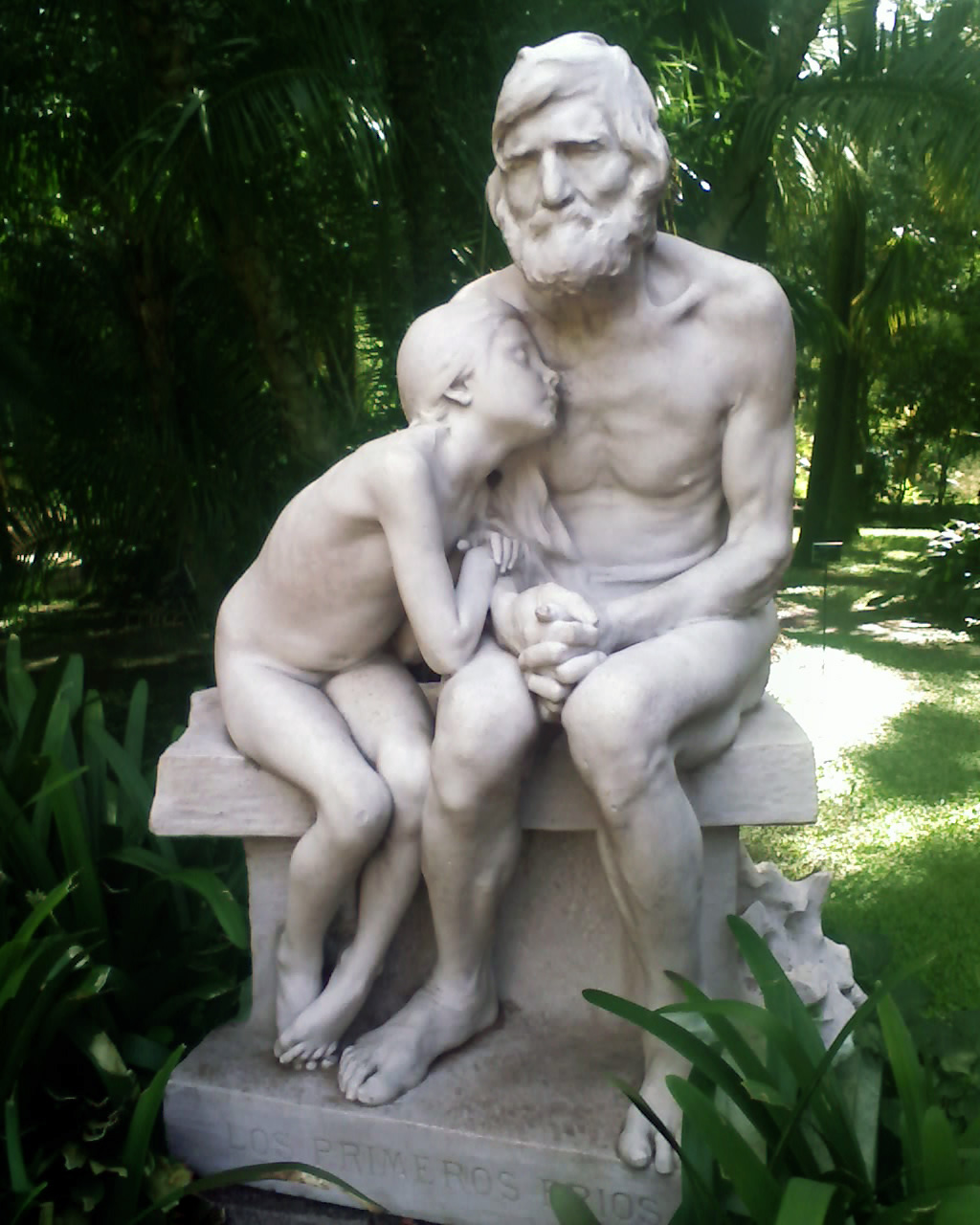
Els primers freds, de Miquel Blay

El fred en física és l'absència de calor. No té per tant unitat de mesura particular, ja que el que es pot mesurar, així com allò en el qual podem observar fenòmens o utilitzar en tecnologia és la calor. De fet, quan parlem de refredar o de donar fred, de congelar, refrigerar, etc. el que estem fent realment és extreure calor. El fred absolut és doncs l'absència total i absoluta de calor, un concepte ideal que correspondria als zero kèlvins i que de moment no hem trobat que pugui ocórrer a cap lloc de l'univers.
En biologia i psicologia parlem de tenir fred, de climes freds, etc. quan ens referim a temperatures prou baixes perquè el cos tingui el que reconeixem com a sensació de fred, amb respostes que poden incloure tremolor, calfreds, etc. I de calor quan són prou altes perquè sentim la sensació de calor, que pot provocar suor i altres respostes de protecció. En plàstica els colors freds són sobretot la gamma de blaus, i també colors propers, com alguns verds i violacis. Aquest colors solen expressar-nos culturalment fredor, però també pau, calma i relaxament.

## Unitats de mesura
El fred és la "no-calor" i refredar és extreure calor. No podem mesurar el fred, o la variació de fred, sinó la calor, i això es fa en joules o en calories. Una variació positiva de fred és una negativa, i del mateix mòdul, que de calor, i viceversa. Com en algunes àrees del coneixement i d'aplicació hauríem de tractar sempre amb nombres i variacions negatives, per a la pròpia comoditat, s'hi pot usar la frigoria, de símbol (poc usat) fg, qué és simplement una caloria canviada de signe.
- 1 fg = -1 cal
- 1 fg = -4,184 J
- 1 kfg = -1.000 cal = -1 kcal
- 1 kfg = -4.184 J

## Aplicacions

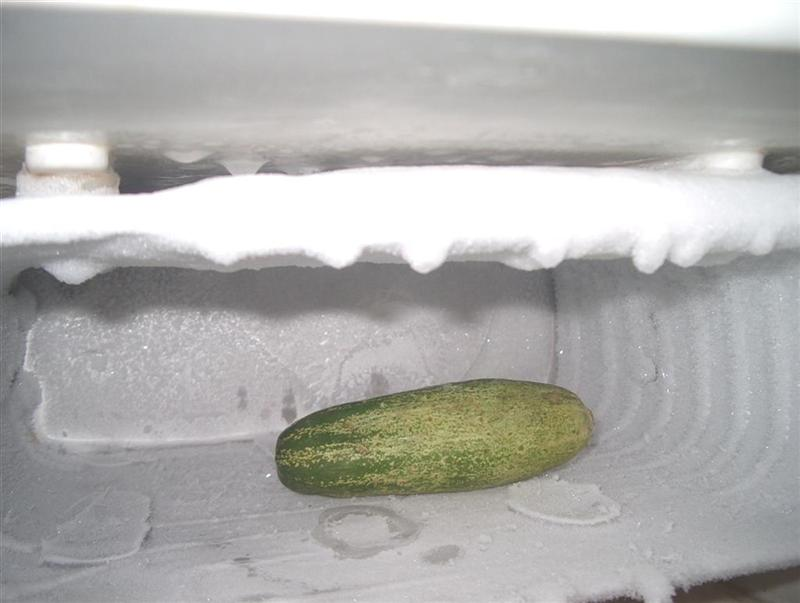
Un congelador extreu la calor dels aliments i l'expulsa a l'exterior per darrere.

A la indústria es fan moltes investigacions i aplicacions d'aquest fenomen amb fins productius i per a la conservació de les matèries que són susceptibles d'alterar-se per la calor, com ara els aliments. Es divideix en tres branques principals:
- Refrigeració: per a temperatures superiors a zero graus Celsius.
- Congelació: tècniques per aconseguir temperatures inferiors a zero graus.
- Criogènia: per aconseguir temperatures extremadament baixes.
- Climatització: per aconseguir una temperatura desitjada, que pot ser més baixa o més alta.